# 蘇格蘭 (密蘇里州)
蘇格蘭（英語：Scotland）是位於美國密蘇里州賈斯珀縣的非建制地區。

## 歷史
蘇格蘭的郵局於1873年設立，其後於1908年停運。

## 地理
蘇格蘭所處的海拔為高於海平面314米（即1030英呎），而該地所採用的時區為UTC-6，即北美中部時區（CST）。同時該地設有夏令時間，為UTC-6調快一小時，即UTC-5（CDT）。